# Det forbudte landshold
Det forbudte landshold er en dansk dokumentarfilm fra 2003, der er instrueret af Arnold Krøigaard og Rasmus Dinesen.

## Handling
Filmen følger de svære forberedelser og den ukuelige og til tider absurde kamp for - imod alle tænkelige odds - at få dannet et tibetansk fodboldlandshold. Jublen hos de mere end 5.000 tilskuere i Vanløse Idrætspark var stor, da den tibetanske fodboldspiller, Lobo, 30. juni 2001 med et tørt højrehug bragte Tibet foran med 1-0 i landskampen mod Grønland. 16 danske og internationale tv-stationer filmer, og hjemme i Tibet sidder befolkningen klinet til den forbudte radiostation Radio Free Tibet og følger med. Den dag skriver Lobo og det tibetanske landshold sig ind i fodboldhistorien - målet og landskampen er Tibets første nogensinde.